# Hermann Vogelstein
Hermann Vogelstein (* 8. Januar 1870 in Pilsen, Österreich-Ungarn; † 28. September 1942 im Exil in New York) war ein deutscher Rabbiner. Er war zu seiner Zeit führender liberaler Rabbiner in Deutschland.

## Leben
Vogelstein studierte an den Universitäten Berlin und Breslau orientalische Sprachen und zugleich am Jüdisch-Theologischen Seminar in Breslau und an der Lehranstalt für die Wissenschaft des Judentums in Berlin. 1894 wurde er zum Dr. phil. promoviert.
In der Folge amtierte er als Prediger und Rabbinatsverweser in Oppeln (1895–1897), als Rabbiner in Königsberg (1897–1920) und Breslau (1920–1938).
Hermann Vogelstein war Ehrenmitglied der Gesellschaft der Brüder, der er seit 19. Februar 1921 angehörte. Er war, wie sein Vater, ein entschiedener Gegner der nationaljüdischen Bewegung.
1938 emigrierte er nach England, 1939 in die USA.
Zusammen mit Paul Rieger schrieb er das Standardwerk Geschichte der Juden in Rom (2 Bände, Berlin 1895–96, englisch 1940).
Zu seinen weiteren Schriften gehören u. a. Die Landwirtschaft in Palästina zur Zeit der Mischnah – Der Getreidebau (Berlin 1894); Die Anfänge des Talmud und der Entstehung des Christentums (Königsberg 1902); Beiträge zur Geschichte des Unterrichtswesens in der jüdischen Gemeinde zu Königsberg in Preussen (1903); Der isr. Verein für Krankenpflege und Beerdigung Chewra kaddischa zu Königsberg in Preussen (1904); Militärisches aus der israelitischen Königszeit (1906); Zur Vorgeschichte des Gesetzes über die Verhältnisse der Juden vom 23.Juli 1847 (1909).
Hermann Vogelstein war der erste Sohn von Heinemann Vogelstein und Bruder von Ludwig und Theodor Vogelstein sowie von Julie Braun-Vogelstein.